# فأر الحراج
فَأْرَة الحَرَاجِ   أو فَأْرَة الحُقُولِ أو الدَّثِيمَة أو فأر الخشب  هو نوع من القوارض الأكثر شيوعا في أوروبا يتواجد في جميع أنحاء أوروبا بالإضافة إلى وسط وشرق آسيا.
الصفات الجسدية:
يصل طول جسم الدثيمة من 8 إلى 11 سنتيمتر. ويراوح وزنه من 16 إلى 27 غرام. تمتلك الدثيمة فروآ بنيا داكنا اعلاه وفروا رماديا ادناه
الغذاء:
تقتات الدثيمة على البذور والفواكه والحشرات والديدان والفطريات.
الموئل:
تقطن الدثيمة في الحدائق والاراضي العشبية . تبني الدثيمة عشها تحت الأرض في نظام معقد،
السلوك
تنشط الدثيمة ليلا بحثا عن الطعام، الدثيمة جيدة للرؤية الليلية بالإضافة إلى حاسة شمها المتفوقة
المراجع:
https://archive.today/20130419221139/www.bbc.co.uk/nature/wildfacts/factfiles/264.shtml

## معرض صور

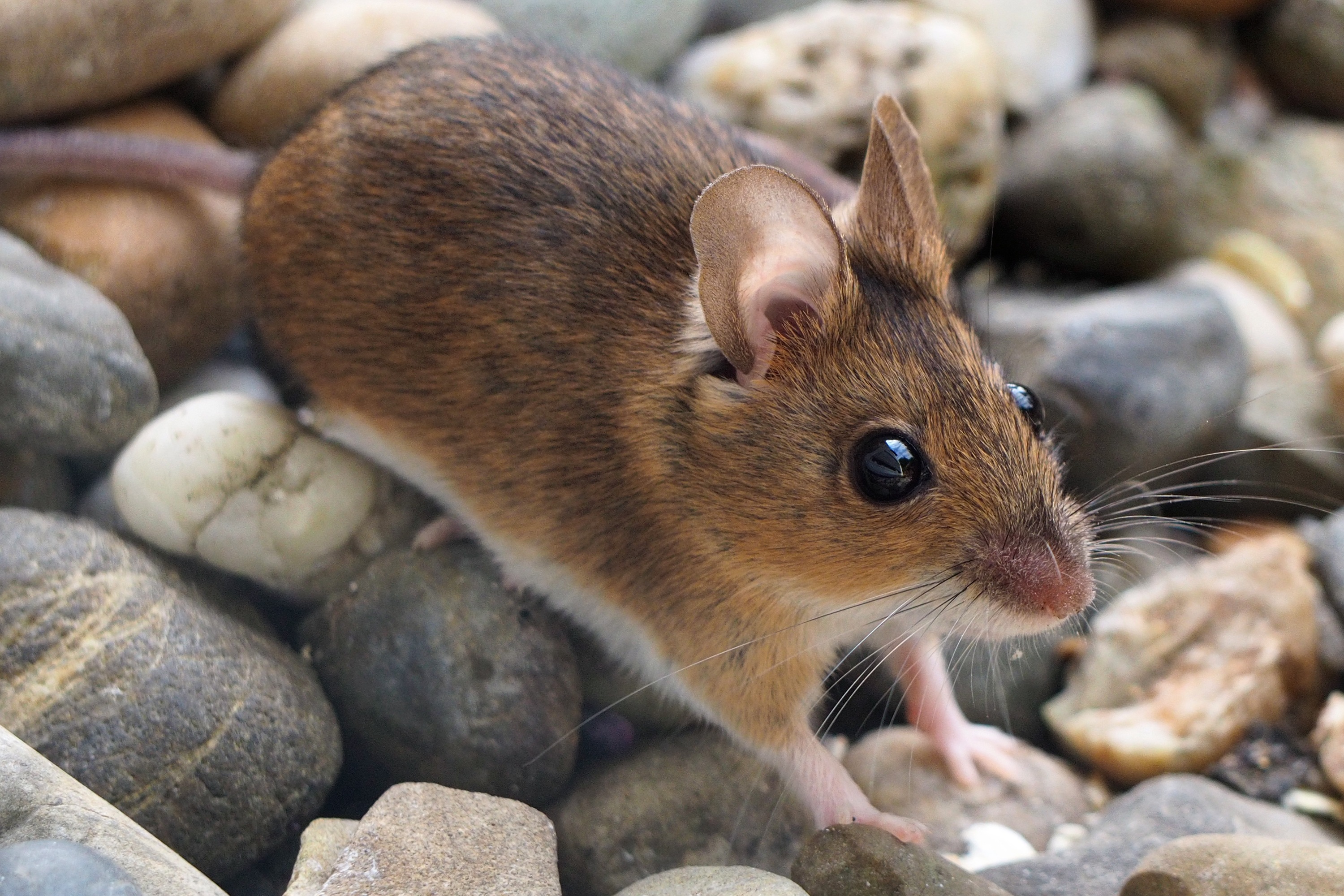
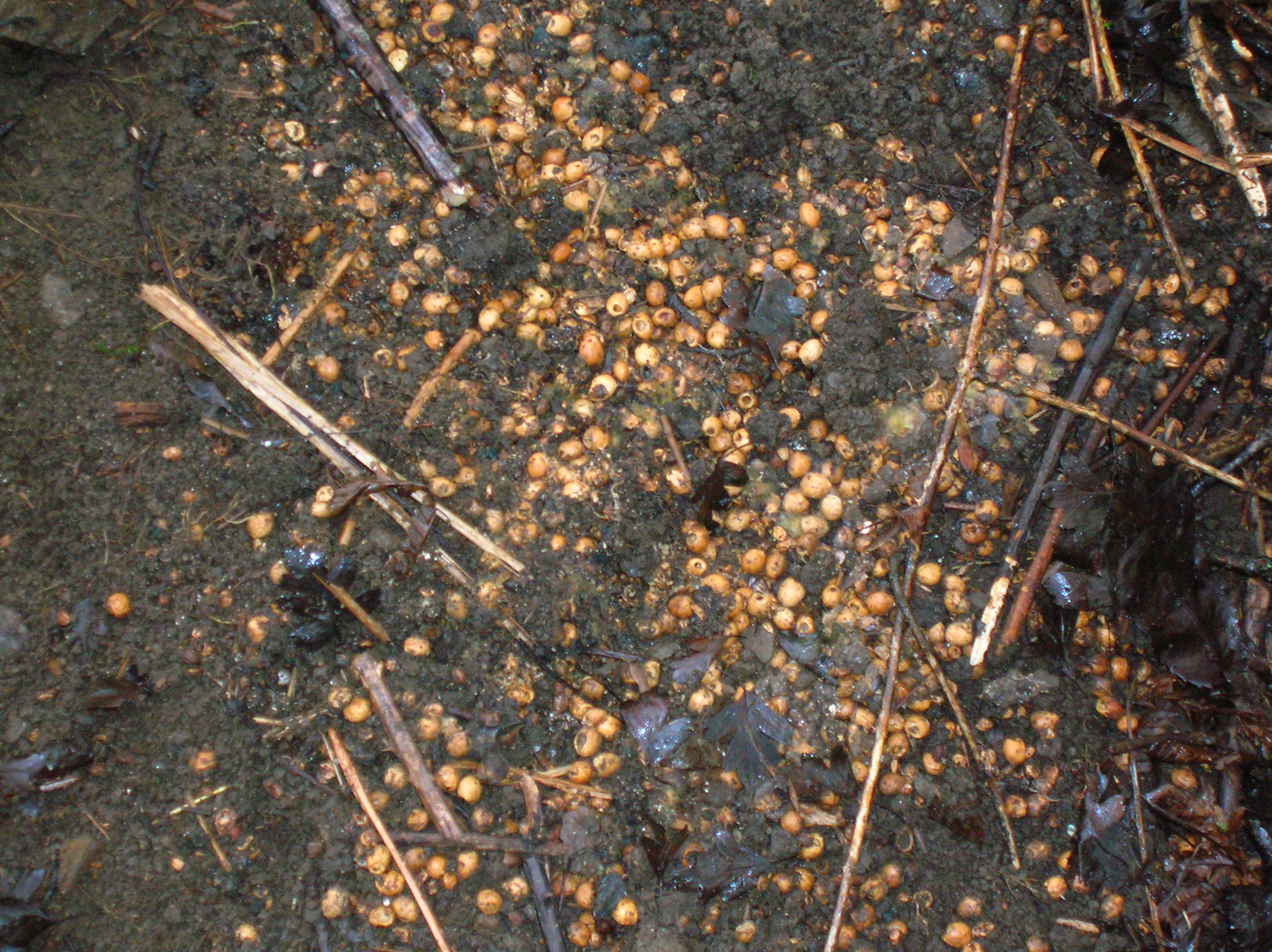
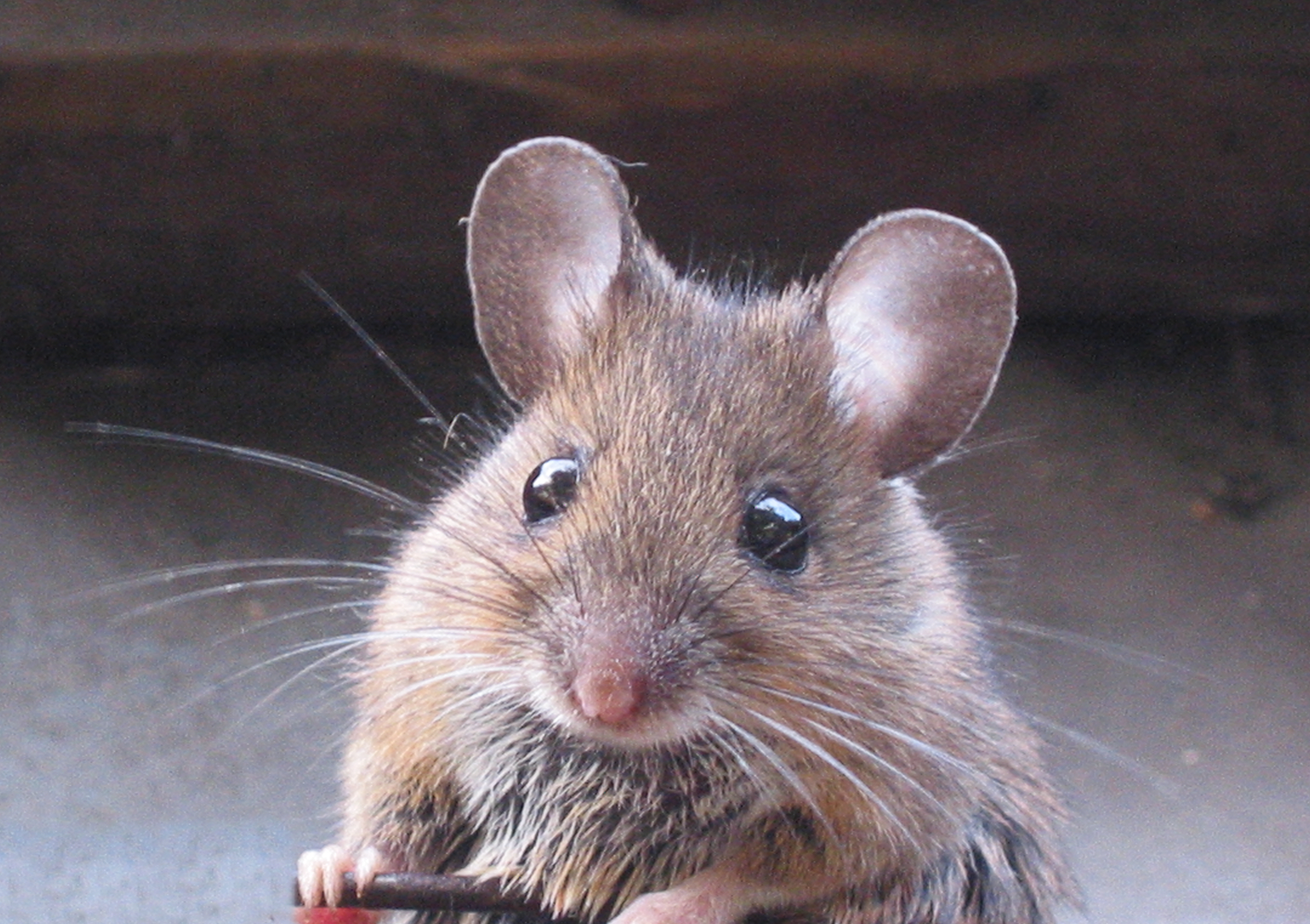